# Telecomunicaciones en Gambia

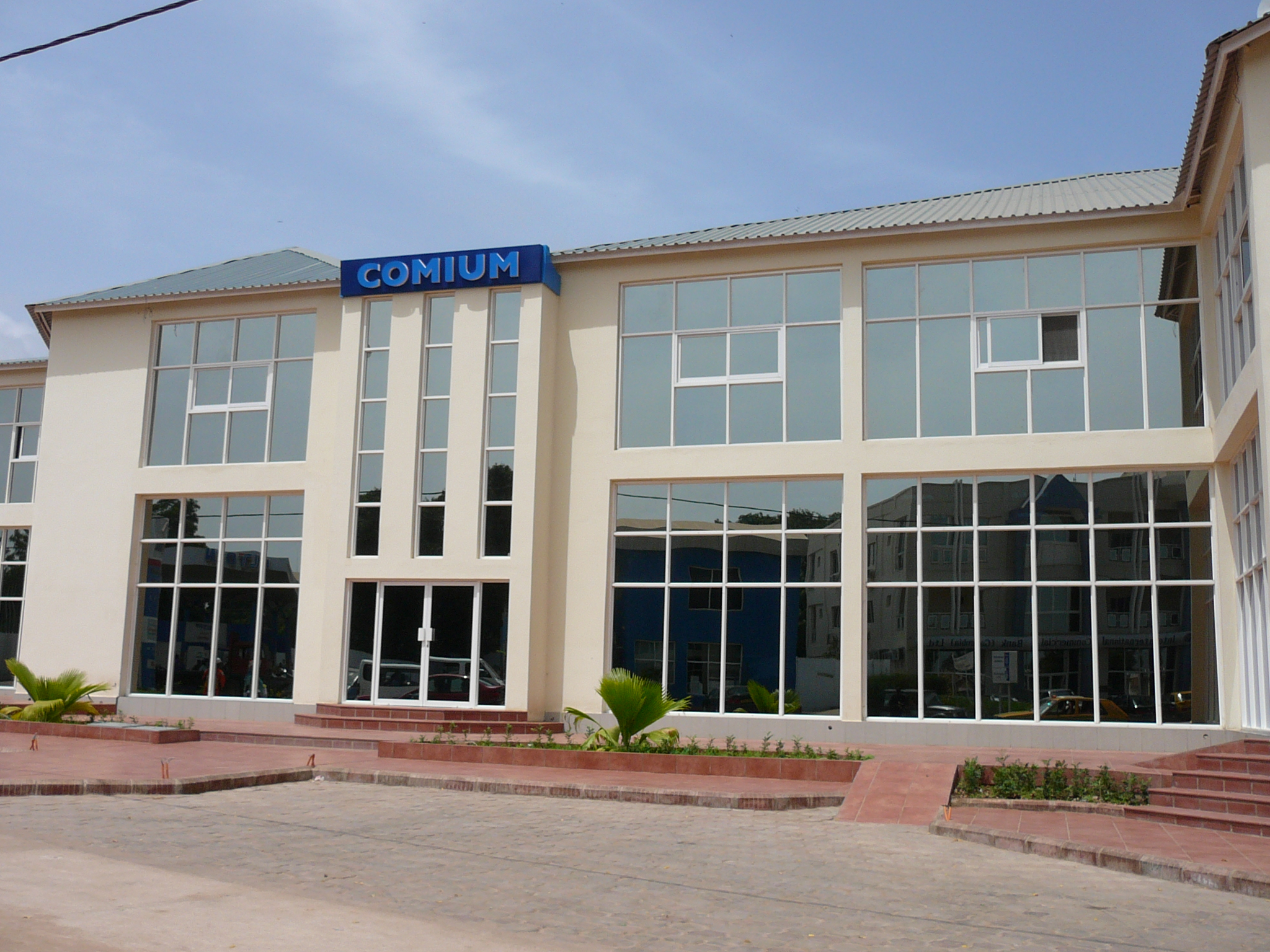
Sede de Telecomunicaciones en Gambia

Las telecomunicaciones en Gambia incluyen radio, televisión, teléfonos fijos y móviles e Internet.

## Comunicación
- Código de llamada: +220[1][2]
- Prefijo de llamada internacional: 00[2]
- Teléfono fijo: 60 000 líneas en uso, 149 en el mundo (2021).[3]
- Móvil celular: 27 millones de líneas, 49 en el mundo (2021).[3]
- Internacional:
  - Radiocomunicación por microondas: Enlaces a Senegal y Guinea-Bissau (2019).[3]
  - Estación terrena de satélite: 1 Intelsat (2019).[3]
  - Cables de comunicaciones: cable submarino de fibra óptica de la Africa Coast to Europe (ACE) (2019).[3]

## Internet
- Dominio de nivel superior: .gm[2]
- Usuarios de Internet: 858 000 usuarios, 153 en el mundo; 33 % de la población (2021).[1]
- Banda ancha fija: 5000 suscripciones, 188 en el mundo; menos del 0,2 % de la población (2020).[1]

### Censura y vigilancia en Internet
Gambia no está clasificada individualmente por OpenNet Initiative (ONI), pero está clasificada como involucrada en el filtrado selectivo de Internet según las descripciones limitadas en el perfil de ONI 2009 para la región de África subsahariana.
No existen restricciones gubernamentales sobre el acceso a Internet ni informes de que el gobierno controle el correo electrónico o las salas de chat sin la autorización legal correspondiente. En general, los individuos y los grupos pueden participar en la expresión pacífica de opiniones a través de Internet, incluido el correo electrónico. Sin embargo, los usuarios informaron que no podían acceder a los sitios web de los periódicos extranjeros en línea como Freedom, The Gambia Echo, Hellogambia y Jollofnews.
La constitución y la ley prevén la libertad de expresión y de prensa; sin embargo, el gobierno restringió estos derechos. Según el Observatorio para la Protección de los Defensores de Derechos Humanos, "el ambiente para los medios independientes y de oposición seguía siendo hostil, con numerosos obstáculos a la libertad de expresión, incluidos trabas administrativas, arrestos y detenciones arbitrarias, intimidación y hostigamiento judicial contra periodistas, y el cierre de los medios de comunicación, lo que lleva a la autocensura”. Las personas que criticaron pública o privadamente al gobierno o al presidente se arriesgaron a sufrir represalias por parte del gobierno. En marzo de 2011, el presidente Jammeh advirtió a los periodistas independientes que "no comprometería ni sacrificaría la paz, la seguridad, la estabilidad, la dignidad y el bienestar de los gambianos en aras de la libertad de expresión". Acusando a algunos periodistas de ser "portavoces de los partidos de oposición", prometió procesar a cualquier periodista que lo ofendió. La Agencia Nacional de Inteligencia (NIA) estuvo involucrada en el cierre arbitrario de medios de comunicación y la detención extrajudicial de periodistas.
La constitución y la ley prohíben la injerencia arbitraria en la privacidad, la familia, el hogar o la correspondencia, pero el gobierno no respeta estas prohibiciones. Los observadores creen que el gobierno monitorea a los ciudadanos que participan en actividades que considera objetables.
En los últimos años, antes de las elecciones de 2016, las redes sociales como Whatsapp, Facebook y Skype se bloquearon temporalmente en Gambia. Desde el 30 de noviembre de 2016, la noche anterior a las elecciones presidenciales, todos los proveedores habían cerrado por completo el acceso a Internet, las comunicaciones móviles y las llamadas telefónicas, según lo ordenado por el presidente de Gambia.